# Benador Associates
Benador Associates — американское агентство по связям с общественностью. В основном специализируется на освещении политики США на Ближнем Востоке с неоконсервативной точки зрения.